# 6S busz (Tatabánya)
A tatabányai 6S jelzésű autóbusz az Autóbusz-állomás és a Síkvölgyi temető között közlekedik mindenszentekkor, november 1-jén. A viszonylatot a T-Busz Tatabányai Közlekedési Kft. üzemelteti.

## Története
2019. november 1-jén közlekedett először, hogy a város határában lévő Síkvölgyi temetőt jobban meg lehessen közelíteni tömegközlekedéssel és tehermentesítse az aktívan arra közlekedő 6-os, 16-os, 26-os és a 26R buszt. 2019-től minden november 1-jén közlekedett.
2023-ban, amikor meghalt Schmidt Csaba, Tatabánya volt polgármestere, a temetésére április 1-jén is közlekedett, mint mentesítő járat.

## Útvonala
| Síkvölgyi temető felé | Autóbusz-állomás felé |
| --- | --- |
| Autóbusz-állomás – Jedlik Ányos utca – Mozdony utca – Győri út – Dózsa György út – Erdész utca – Réti utca – Dózsa György út – Bajcsy-Zsilinszky utca – Kossuth Lajos utca – Síkvölgyi út – Síkvölgyi temető | Síkvölgyi temető – Síkvölgyi út – Kossuth Lajos utca – Bajcsy-Zsilinszky utca – Dózsa György út – Réti utca – Erdész utca – Dózsa György út – Győri út – Mozdony utca – Jedlik Ányos utca – Autóbusz-állomás |

## Megállóhelyei
| 0  | Autóbusz-állomás végállomás | 15 | 1, 1G, 2, 5, 5P, 6, 9, 9D, 10, 11, 15, 16, 26R, 50, 55, 57, 70 770, 8400, 8401, 8402, 8403, 8406, 8410, 8421, 8422, 8423, 8432, 8435, 8436, 8437, 8441, 8444, 8460, 8462, 8464, 8471, 8472, 8479 1702, 1758, 1784, 1824, 1841, 1842, 1843, 1844, 1845, 1848, 1850, 1851, 1852 S10 G10 S12 IC, EC, EN, gyorsvonat, expresszvonat, |
| ∫  | Vasútállomás                | 14 | 1, 1G, 2, 5, 5P, 9, 9D, 15, 16, 26R, 38, 38G, 50, 53I, 55, 57, 59B S10 G10 S12 IC, EC, EN, gyorsvonat, expresszvonat, |
| 2  | Dózsakert utca              | 12 | 2, 9D, 11, 26R, 59I |
| 3  | Erdész utca                 | 11 | 2, 9D, 11, 26R, 59I |
| 5  | Millennium lakópark         | 9  | 2, 8, 8L, 8S, 9D, 18, 26R, 38, 38G, 51B, 52, 52I, 59, 59B, 59I |
| 6  | Bánki Donát Iskola          | 8  | 2, 8, 8L, 8S, 9D, 18, 26R, 38, 38G, 51B, 52, 52I, 59, 59B, 59I |
| 8  | Madách Imre utca            | 7  | 1, 1G, 2, 6, 9, 9D, 11, 16, 26R, 50, 51B, 52, 52I, 57, 59I 8443 |
| 9  | Bajcsy-Zsilinszky utca      | 6  | 1, 1G, 6, 11, 16, 26R, 51B, 52, 52I |
| 11 | Kossuth Lajos utca          | 4  | 1, 1G, 4, 4E, 6, 11, 16, 26R, 51, 51B, 52, 52I |
| 15 | Síkvölgyi temető végállomás | 0  | 6, 16, 26, 26R |